# Phoxinellus zeregi
Pseudophoxinus zeregi là một loài cá vây tia thuộc họ Cyprinidae.
Loài này chỉ có ở Thổ Nhĩ Kỳ.